# Georgenkrankenhaus

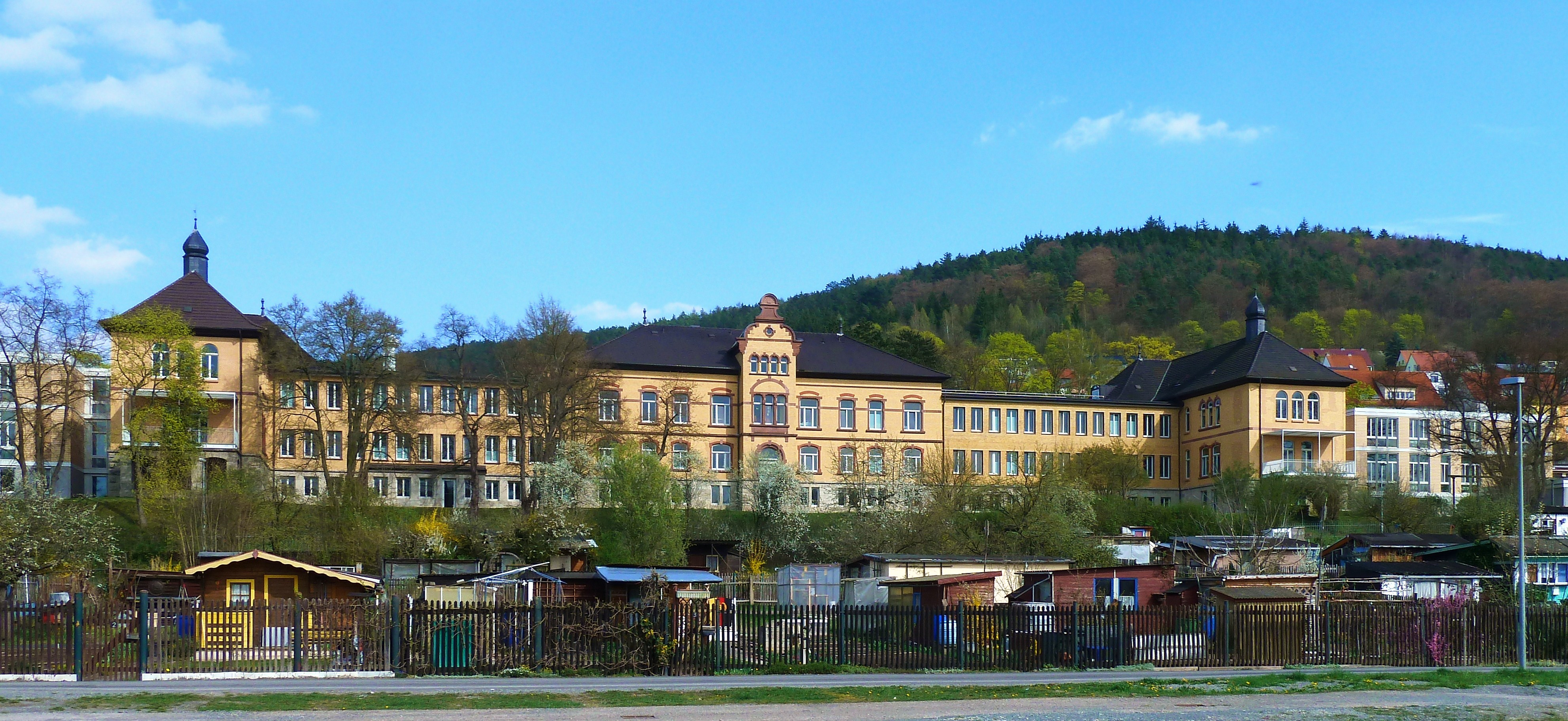
Geriatrische Fachklinik „Georgenhaus“

Das Georgenkrankenhaus in der südthüringischen Stadt Meiningen ist ein Zentrum für Altersmedizin und beherbergt die Geriatrische Fachklinik „Georgenhaus“, eine Geriatrische Reha-Klinik, eine MVZ Hausarztpraxis sowie das stationäre Hospiz „Dr.-Jahn-Haus“. Die Geriatrische Fachklinik wird im Thüringer Krankenhausplan als Akutkrankenhaus für Altersmedizin geführt.
Alle Einrichtungen werden von der 1994 gegründeten Sozialwerk Meiningen gGmbH geführt. Alleingesellschafter ist der Sozialwerk Meiningen e. V., der dem Diakonischen Werk der EKD angeschlossen ist. Vorstandsvorsitzende ist derzeit Superintendentin Beate Marwede.
Das Georgenkrankenhaus war das Landeskrankenhaus des Herzogtums Sachsen-Meiningen und ab 1952 das Bezirkskrankenhaus für den Bezirk Suhl. Der 1903 errichtete Gebäudekomplex steht unter Denkmalschutz.

## Einrichtungen

### Geriatrische Fachklinik „Georgenhaus“
Die Geriatrische Fachklinik wurde am 1. September 1996 gegründet und ist als Akutkrankenhaus für Altersmedizin im Thüringer Krankenhausplan ausgewiesen. Nach einer vorübergehenden Unterbringung in den ehemaligen Lazarett-Gebäuden der Hauptkaserne in der Leipziger Straße zog die Klinik 2003 in die seit dem Auszug der Meininger Kliniken umfangreich sanierten und modernisierten Gebäude des Georgenkrankenhauses inklusive eines Neubaus am Südflügel ein. 2010 wurde ein Erweiterungsbau am Nordflügel eröffnet. Mit der Inbetriebnahme des neuerbauten Haus 8 im Jahr 2016 ist das Georgenhaus weiter gewachsen.
2017 bot die Geriatrische Fachklinik 124 Betten und 19 teilstationäre Behandlungsplätze in der Tagesklinik mit einer Praxis für Physiotherapie und einer Praxis für Ergotherapie. Bis 2022 soll die Bettenanzahl auf 137 und die teilstationären Behandlungsplätze auf 21 erhöht werden. Medizinerin Gisela Jahn, Mitbegründerin der Sozialwerk Meiningen GmbH, war bis 2004 die Geschäftsführerin der Fachklinik. Ihr Nachfolger ist Alexander Pfeffer.

### Geriatrische Rehabilitationsklinik
Die bereits im Jahr 2020 geplante Geriatrische Rehabilitationsklinik (Reha-Klinik) wurde im September 2021 eröffnet und befindet sich im 2016 neuerbauten Haus 8. Die Rehaklinik ist auf die Anschlussrehabilitation (AHB) direkt nach einem Aufenthalt in einem Krankenhaus oder Geriatrischen Fachklinik spezialisiert.

### Hausarztpraxis
Im Georgenkrankenhus ist seit 2021 eine auf die Geriatrie spezialisierte, aber für jederman zugängliche MVZ Hausarztpraxis integriert.

### Stationäres Hospiz „Dr.-Jahn-Haus“
Im Januar 2011 entstand auf dem Krankenhausgelände in einem modernisierten historischen Gebäude mit dem „Dr.-Jahn-Haus“ ein stationäres Hospiz. Es besitzt 12 Einzelzimmer, Wohn- und Aufenthaltsbereiche sowie Übernachtungsmöglichkeiten für Angehörige. Das Hospiz ist nach ihrer Gründerin, der Medizinerin Gisela Jahn benannt. Das Hospiz bietet des Weiteren eine spezialisierte Ambulante Palliativversorgung (SAPV), einen Ambulanten Hospiz- und Palliativberatungsdienst (AHPB) und einen Ambulanten Kinder- und Jugendhospizdienst.

### Dr.-Knüpper-Haus
In einem Neubau direkt neben der Fachklinik „Georgenhaus“ schuf man mit der Einrichtung „Dr.-Knüpper-Haus“ ein Wohnheim für psychisch kranke und seelisch behinderte Menschen. Es verfügt über 23 Einzelzimmer in vier Wohngruppen und einer Trainingswohnung.

## Geschichte

### Georgenkrankenhaus

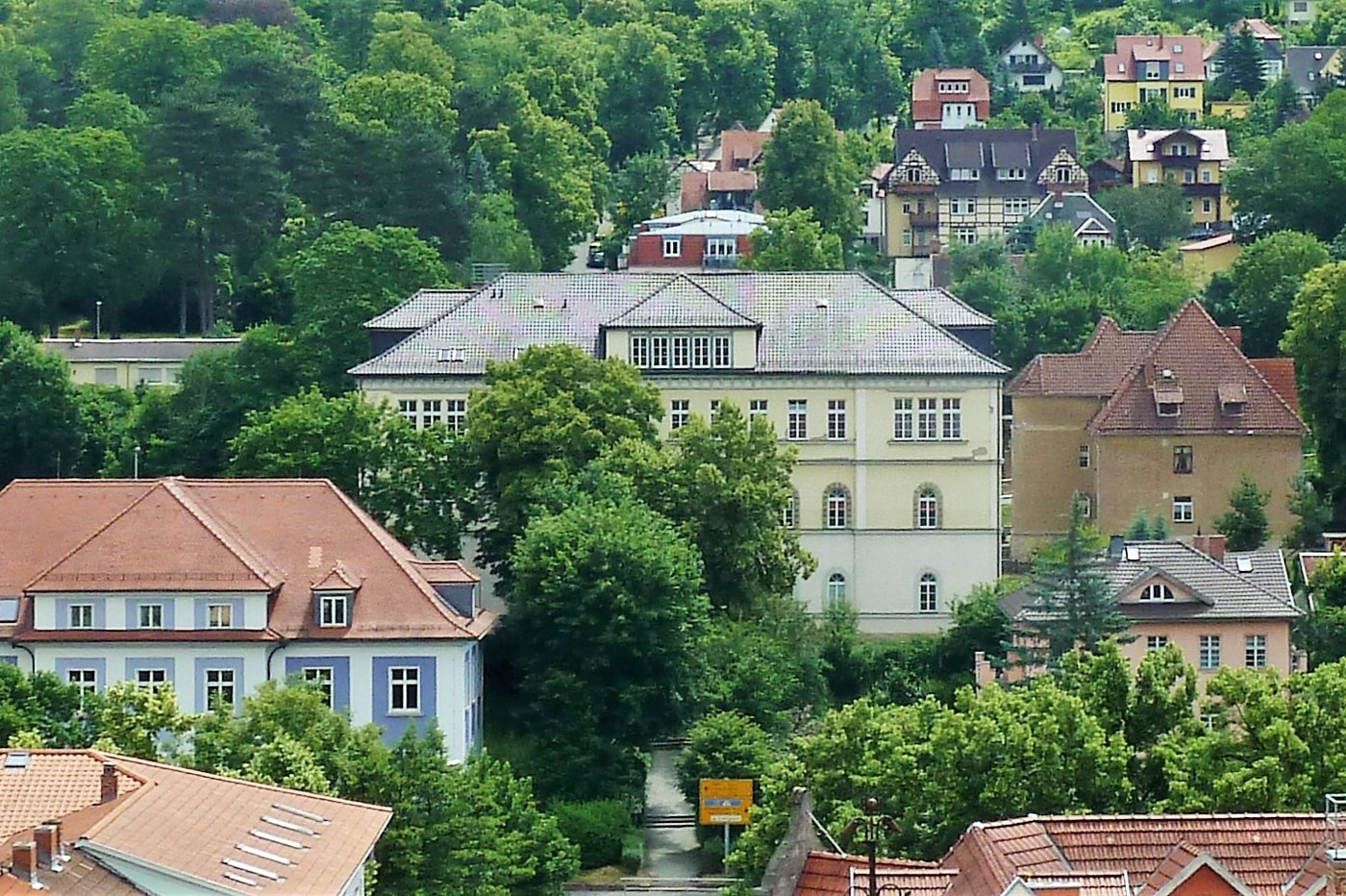
Krankenhausgebäude von 1832 in der heutigen Neu-Ulmer-Straße

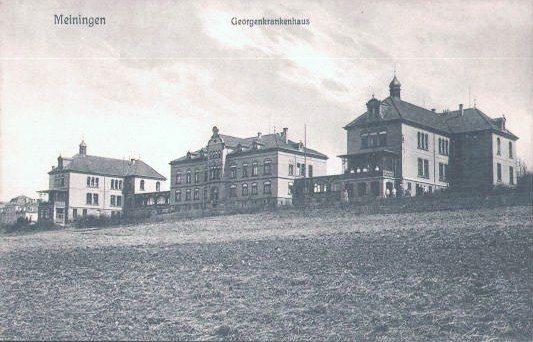
Das Georgenkrankenhaus kurz nach seiner Eröffnung 1903

Das Georgenkrankenhaus wurde 1832 als städtisches Krankenhaus östlich der Meininger Altstadt in der Halbestadtstraße (heute Neu-Ulmer-Straße) erbaut. Architekt war Oberbaurat August Wilhelm Döbner. Benannt wurde es nach dem Erbprinzen Georg von Sachsen-Meiningen und späteren Herzog Georg II. Ab 1858 diente das Krankenhaus als Staatsanstalt (Landeskrankenhaus) für das gesamte Herzogtum und war dem sachsen-meiningischen Staatsministerium unterstellt.
Nach dem Erreichen der Kapazitätsgrenze Ende des 19. Jahrhunderts eröffnete das Land am 2. April 1903 einen mit Hilfe von Spenden und Stiftungen erbauten dreigeschossigen Neubau in einer Parkanlage in der Ernststraße. Erster Direktor des von Landbaumeister Otto Schubert geschaffenen 90-Betten-Hauses war Georg Leubuscher. In den nächsten Jahrzehnten wurden mehrere Aufstockungen und Erweiterungsbauten durchgeführt. 1933 gliederte man das Krankenhaus in fachspezifische Abteilungen auf. Die Bettenzahl betrug mittlerweile 240.

### Bezirkskrankenhaus
1952 wurde das Georgenkrankenhaus zum Bezirkskrankenhaus des Bezirkes Suhl, was nach heutiger Einstufung der Versorgungsstufe III bis IV entsprach. Es fanden weitere bauliche Veränderungen statt, die Bettenkapazität erhöhte sich auf 700 und die Zahl der Beschäftigten stieg auf rund 1000 an. Nach der Errichtung des neuen Bezirkskrankenhauses in Suhl ab 1974 firmierte das Meininger Krankenhaus als zweites Bezirkskrankenhaus.

### Meininger Kliniken
Nach der politischen Wende 1989/90 in der DDR benannte man das Krankenhaus in „Meininger Kliniken gGmbH“ um. Die baulichen und technischen Gegebenheiten waren Anfang der 1990er Jahre nicht mehr ausreichend für eine moderne medizinische Versorgung. So errichtete man von 1993 bis 1995 mit Hilfe der Rhön-Klinikum AG das neue Klinikum Meiningen als GmbH nahe dem Ortsteil Dreißigacker. Innerhalb von drei Tagen zog Anfang April 1995 in einer Großaktion das gesamte Krankenhaus mit allen Patienten und zahlreichen medizinischen Geräten in das neue Haus um. Die Meininger Kliniken gGmbH und somit das Georgenkrankenhaus wurde am 31. März 1995 aufgelöst.